# Eugène Auwerkeren
Eugène Auwerkeren (Anversa, 10 dicembre 1885 – Anversa, 1º maggio 1981) è stato un ginnasta belga.

## Palmarès

### Olimpiadi
- 1 medaglia:
  - 1 argento (Anversa 1920 nel concorso a squadre)